# Frederick Koch
Frederick Koch (* 1. Juni 1937; † 29. Juli 2012) war ein US-amerikanischer Physiker, der ab 1972 bis 2005 als Professor an der Technischen Universität München tätig war.

## Werdegang
Frederick Koch studierte von 1954 bis 1958 Physik und Mathematik an der New York University und promovierte 1962 an der University of California, Berkeley. 1963 erhielt er einen Ruf an die University of Maryland, wo er zunächst als Assistant Professor und ab 1971 als Full Professor lehrte.
Koch wurde aus den Vereinigten Staaten an die Technische Universität München berufen und war dort von 1972 bis zu seiner Emeritierung im Jahre 2005 Ordinarius für Experimentalphysik.
Frederick Koch etablierte die Halbleiterphysik an dieser Universität und führte sie zu internationalem Renommee. Er entwickelte sowohl internationale Wissenschaftsbeziehungen auf diesem Fachgebiet als auch Kontakte zur Akademie der Wissenschaften der DDR. Hier kooperierte er mit dem Zentralinstitut für Elektronenphysik in Berlin sowie mit der Nachfolgeeinrichtung Paul-Drude-Institut für Festkörperelektronik, wobei er insbesondere mit Marion Asche zusammengearbeitet hat.
Koch wirkte auch wesentlich an der Gründung des Walter-Schottky-Instituts in Garching bei München mit.